# 왜관초등학교
왜관초등학교는 대한민국 경상북도 칠곡군 왜관읍 왜관리에 있는 초등학교다.

## 학교 연혁
- 1915년 9월 6일 왜관공립보통학교(4년제 2학급) 개교(설립인가 3월 16일)
- 1938년 4월 1일 파산공립심상소학교 (명칭 변경)
- 1941년 4월 1일 왜관남부공립국민학교(명칭 변경)
- 1946년 9월 1일 왜관국민학교 (명칭 변경)
- 1962년 3월 7일 아곡분교장 편입
- 1983년 1월 25일 병설유치원 개원
- 1996년 3월 1일 왜관초등학교 (명칭 변경)
- 2007년 7월 13일 증축(37실)
- 2007년 12월 4일 아곡분교장 철거
- 2008년 7월 18일 다목적 강당 준공
- 2009년 2월 13일 인조잔디운동장 조성
- 2009년 2월 13일 영어체험실 개관
- 2012년 9월 26일 융합인재교육실 구축
- 2015년 9월 6일 개교 100주년 역사관 개관 및 100년의 탑 건립
- 2018년 6월 29일 탁구 전용교실 구축
- 2019년 9월 19일 야생화동산(생태연못) 조성공사
- 2020년 2월 7일 제105회 졸업식(졸업생 108명) 총 졸업생 20,585명
- 2020년 11월 20일 방송실 방송장비 교체
- 2020년 12월 31일 제38회 유치원 졸업(졸업생 총 2,083명)
- 2021년 1월 8일 제106회 졸업식(졸업색 138명), 총 졸업생 20,723명
- 2021년 3월 1일 초등32(특수3), 유치원5(특수2) 학급 편성
- 2023년 3월 제44대 홍정임 교장 부임

## 참고 자료
- 왜관초등학교 - 한국교육학술정보원 학교알리미